# Stegaspis fronditia
Stegaspis fronditia är en insektsart som beskrevs av Carl von Linné 1758. Stegaspis fronditia ingår i släktet Stegaspis och familjen hornstritar. Inga underarter finns listade i Catalogue of Life.